# L.J. Smith
L.J. Smith, właśc. Lisa Jane Smith (ur. 4 września 1965 w Fort Lauderdale, zm. 8 marca 2025 w Danville) – amerykańska autorka tworząca powieści i opowiadania skierowane głównie do nastoletnich odbiorców.
Napisała dwie serie książkowe: liczący sobie 9 tomów Świat nocy (Night World) i siedem Pamiętniki wampirów (The Vampire Diaries) oraz trzy trylogie. Poza tym spod jej pióra wyszło kilka krótkich opowiadań.
Na podstawie drugiego cyklu powstał serial telewizyjny.

## Powieści
The Vampire Diaries / Pamiętniki wampirów 
| Nr | Tytuł                    | Rok wydania | Tytuł polskiego przekładu      | Rok wydania |
| -- | ------------------------ | ----------- | ------------------------------ | ----------- |
| 1  | The Awakening            | 1991        | Przebudzenie                   | 2008        |
| 2  | The Struggle             | 1991        | Walka                          | 2008        |
| 3  | The Fury                 | 1991        | Szał                           | 2009        |
| 4  | Dark Reunion             | 1991        | Mrok                           | 2009        |
| 5  | The Return: Nightfall    | 2009        | Powrót o zmierzchu / Uwięzieni | 2009        |
| 6  | The Return: Shadow Souls | 2010        | Dusze Cieni                    | 2010        |
| 7  | The Return: Midnight     | 2010        | Północ                         | 2011        |

The Secret Circle / Tajemny krąg
| Nr | Tytuł          | Rok wydania | Tytuł polskiego przekładu | Rok wydania |
| -- | -------------- | ----------- | ------------------------- | ----------- |
| 1  | The Initiation | 1992        | Inicjacja                 | 2010        |
| 2  | The Captive    | 1992        | Zakładniczka, Czas buntu  | 2010        |
| 3  | The Power      | 1992        | Moc                       | 2011        |

The Forbidden Game
| Nr | Tytuł      | Rok wydania |
| -- | ---------- | ----------- |
| 1  | The Hunter | 1993        |
| 2  | The Chase  | 1993        |
| 3  | The Kill   | 1993        |

Dark Visions / Wizje w mroku 
| Nr | Tytuł             | Rok wydania | Tytuł polskiego przekładu | Rok wydania |
| -- | ----------------- | ----------- | ------------------------- | ----------- |
| 1  | The Strange Power | 1994        | Tajemnicza Moc            | 2010        |
| 2  | The Possessed     | 1995        | Opętany                   | 2010        |
| 3  | The Passion       | 1995        | Pasja                     | 2010        |

Night World / Świat nocy 
| Nr | Tytuł                 | Rok wydania | Tytuł polskiego przekładu | Rok wydania |
| -- | --------------------- | ----------- | ------------------------- | ----------- |
| 1  | Secret Vampire        | 1996        | Dotyk wampira             | 2009        |
| 2  | Daughters of Darkness | 1996        | Córki nocy                | 2009        |
| 3  | Spellbinder           | 1996        | Zaklinaczka               | 2009        |
| 4  | Dark Angel            | 1996        | Anioł ciemności           | 2009        |
| 5  | The Chosen            | 1997        | Wybrani                   | 2009        |
| 6  | Soulmate              | 1997        | Pakt dusz                 | 2009        |
| 7  | Huntress              | 1997        | Łowczyni                  | 2010        |
| 8  | Black Dawn            | 1998        | Czarny świt               | 2010        |
| 9  | Witchlight            | 1998        | Światło nocy              | 2010        |
| 10 | Strange Fate          | 2011        | Dziwny los                |             |

W Polsce wydano po trzy powieści w jednej książce: Świat nocy 1 (Dotyk wampira, Córki nocy, Zaklinaczka), Świat nocy 2 (Wybrani, Anioł ciemności, Pakt dusz), Świat nocy 3 (Łowczyni, Czarny świt, Światło nocy).

## Powieści niewydane w żadnym cyklu
- The Night of the Solstice 1987 r.
- Heart of Valor 1990 r.